# Saint-Pierre-du-Jonquet

Saint-Pierre-du-Jonquet este o comună în departamentul Calvados, Franța. În 1 ianuarie 2022 avea o populație de 291 de locuitori.